# Furore di vivere
Furore di vivere (Le chemin des écoliers) è un film del 1959 diretto da Michel Boisrond, tratto dall'omonimo romanzo di Marcel Aymé.

## Trama
Parigi, aprile 1944: nella città occupata dai nazisti, gli studenti Paul e Antoine si danno alla borsa nera. Ma se l'operato del primo viene compreso e supportato dal padre, i genitori di Antoine, contrari a tali pratiche, restano all'oscuro della reale condotta del figlio.

## Produzione
Coproduzione italo-francese, le riprese si svolsero interamente in Francia dal 9 marzo al 30 aprile 1959.

## Critica
(Leo Pestelli su La Stampa del 13 dicembre 1959)
(Segnalazioni cinematografiche, vol. 47, 1960)